# Bombardiere

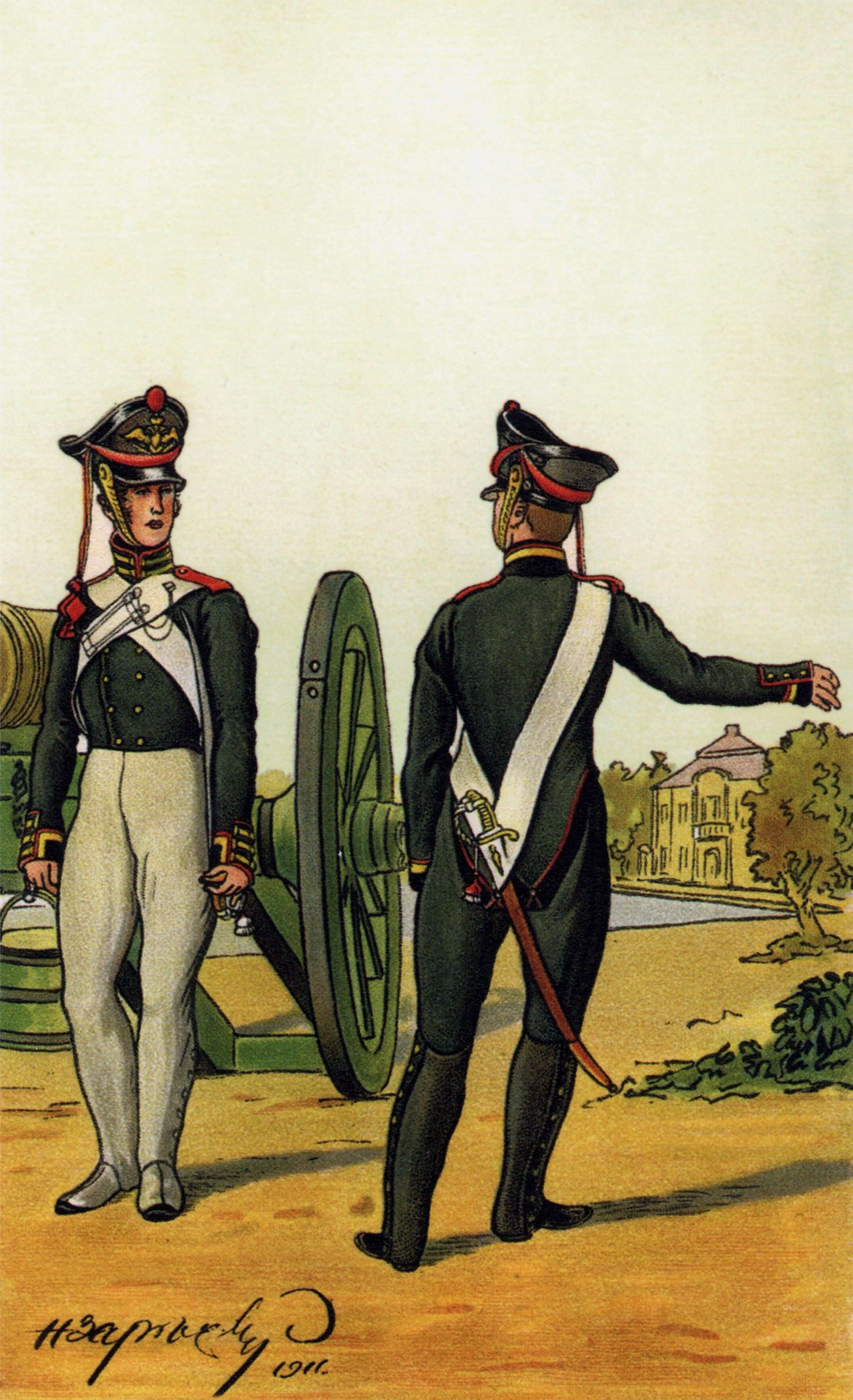
Russische Bombardiere, 1812 (Gemälde von Nikolai Zaretsky, 1911)

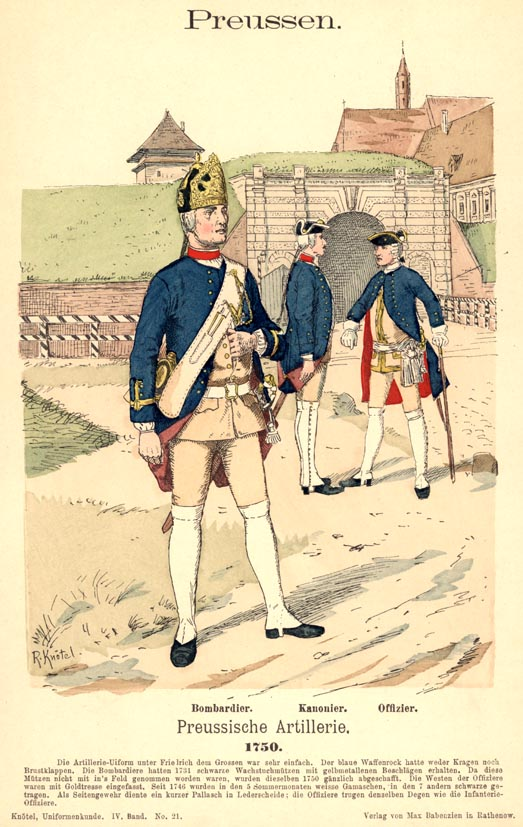
Preußische Artillerie, 1750: Bombardier, Kanonier, Offizier (von links)

Als Bombardiere bezeichnete man ursprünglich die Bedienungen eines Steine schleudernden Katapults, später aber jene von Steilfeuergeschützen, wie Bombarde bzw. Mörser und Haubitze. Seit dem 18. Jahrhundert wandelte sich der Begriff in verschiedenen Heeren zu einer Dienstgradbezeichnung des Richtkanoniers. Er rangierte dann meist zwischen dem Gemeinen (Kanonieren) und dem Korporal bzw. Unteroffizier. In einigen modernen Streitkräften ist Bombardier noch heute ein niederer Unteroffizier oder höherer Mannschaftsdienstgrad der Artillerie.

## Wortherkunft
Im 14. und 15. Jahrhundert wurden bestimmte, Steine verschießende Wurfgeschütze als Bombarden bezeichnet. Das Wort leitet sich vom lateinischen bombus, was dumpfes Geräusch bedeutet, und dem gleichbedeutenden italienischen bomba ab. Danach wurde in Frankreich zunächst die Waffe (bombarde) bezeichnet und schließlich der Begriff auf die dazugehörige Mannschaft (bombardien) übertragen.

## Königlich Preußische Armee
Unter dem Großen Kurfürsten wurden die Bedienungen der anfangs zu Belagerungszwecken, später aber bloß zur Repräsentation konzipierten Steinbüchsen als Bombardiere bezeichnet. Hauptsächlich aber stellten sie im kurbrandenburgisch-preußischen Heer die Mannschaften der für extremes Steilfeuer geeigneten Geschütze: Bombarde bzw. Mörser und Haubitze.
Der Umgang mit den Steilfeuergeschützen, mit denen auch verdeckte Ziele erreicht werden konnten, setzte ein höheres technisches Können voraus, als der Umgang mit Flachfeuergeschützen bzw. Kanonen. Darum genossen Bombardiere ein höheres Ansehen als Kanoniere. Das Artilleriekorps des Großen Kurfürsten bestand 1683 aus einer Bombardier- und vier Kanonier-Kompanien. König Friedrich Wilhelm I. löste 1713 die Bombardier-Kompanien auf und teilte ihre Angehörigen den Kanonier-Kompanien zu. Die Bombardiere übernahmen nun die Rolle als Richtkanoniere und standen im Rang über den Kanonieren.
In der preußischen Armee rangierte der Bombardier zwischen den Dienstgraden Kanonier und Korporal. Sold und Aufgabenbereich reichten an jene des Unteroffiziers. Rechtlich zählte er zu den sog. Avancirten, also den Unteroffizieren, und war zuletzt auch in deren Gehaltsklasse eingereiht (nach den Sergeanten und vor den Gefreiten). Trotzdem blieb er immer noch von den Unteroffizieren geschieden. Die in den 1820er bis Anfang der 1830er Jahre eingeführten Vizebombardiere bzw. Bombardiere 2. Klasse zählten dagegen eindeutig zu den Gemeinen. Sie ersetzten die in der Artillerie zeitweise abgeschafften Gefreiten.
Eine AKO vom 30. Juni 1859 beendete das Zwitterdasein der Bombardiere, indem sie auf den Aussterbeetat gesetzt wurden. Demnach waren ab dem 1. Juli 1859 keine neuen Beförderungen in diesen Dienstgrad mehr vorzunehmen. Die letzten Bombardiere verschwanden um 1862, entweder aufgrund einer Beförderung in den nächsthöheren Dienstgrad oder nach Ablauf ihrer Dienstzeit. In ihre Stellen rückten sukzessive die eigens geschaffenen Obergefreiten ein, die zu den Mannschaften zählten.
Die Ärmelaufschläge waren mit gelber Tresse eingefasst, ebenso die vertikale Knopfleiste unter dem Seitenschlitz des Aufschlags, hier aber weniger reich als bei den Unteroffizieren. Dazu die schwarz-weiße Unteroffizierstroddel am Seitengewehr, nicht aber den 1808 allgemein abgeschafften sog. Korporalsstock der Unteroffiziere. Ab 1798 waren bei Bombardieren, Unteroffizieren und Feuerwerkern auch die Schulterklappen mit Goldtresse eingefasst, bei Bombardieren jedoch nicht der Kragen, wie bei den vorherigen. Die Schulterklappentresse entfiel allgemein 1808. Die Unteroffizier-Säbeltroddel und Ärmeltressen wurden wahrscheinlich bis zur Abschaffung des Dienstgrades beibehalten, wie eine AKO vom 21. April 1853 nahelegt. Besagte AKO stellte die Operpioniere den Bombardieren gleich und gewährte ihnen deren Abzeichen.
Von den Mannschaften und Unteroffizieren unterschieden sich die Bombardiere anfangs auch durch eine besondere Kopfbedeckung, die 1731 eingeführt wurde: eine mit schwarzem Wachstuch überzogene und gelb beschlagene hohe Mütze, nach Art der Füsiliere. Das von 1787 bis 1798 vorgeschriebene Kaskett war bei den Bombardieren nach Art der Unteroffiziere mit Goldtresse eingefasst, doch mit dem Puschel der Kanoniere. Seit Ende 1798 der einem Zweipitz ähnelnde Hut mit Tresseneinfassung der Unteroffiziere, doch vermutlich mit Seitenquasten und Puscheln der Mannschaften. Ab 1808 der Tschako (Czako) der Mannschaften und ab Herbst 1842 den Helm mit Spitze, seit 1844 mit Kugelspitze.
Voraussetzung für die Beförderung zum Bombardier waren im Jahre 1812:
- gute moralische Führung
- Größe mind. 5 Fuß vier Zoll (1,67 m)
- Alter zwischen 18 und 28 Jahren
- Lesen, Schreiben und Rechnen bis zur Regeldetri (Dreisatz)

## Commonwealth-Armeen
Bombardier (abgekürzt: Bdr) und lance-bombardier (angekürzt: LBdr oder L/Bdr) werden von der britischen Armee in der Royal Artillery und Royal Horse Artillery eingesetzt. Auch in anderen Streitkräften des Commonwealth finden sich diese Ränge bis heute, so z. B. in der Royal Australian Artillery, der Royal New Zealand Artillery, der South African Army Artillery und den Streitkräften von Malta. In der Royal Canadian Artillery entsprechen die Ränge des master bombardier oder bombardier denen eines master corporal oder corporal.
Ursprünglich hatte die Royal Artillery nur corporals (vergleichbar Unteroffizier; OR-5) aber keine lance-corporals (vergleichbar Ober- oder Hauptgefreiter; OR-3). Im Gegensatz zu einem lance-corporal war ein bombardier ein echter Unteroffizier.
Im Jahre 1920 wurde in der Royal Artillery der Dienstgrad corporal abgeschafft; bombardiers wurden zum Äquivalent und erwarben die normalen zwei Chevrons.
Der Rang des lance-bombardier entstand als Bezeichnung für den Stellvertreter eines bombardier und wurde von einem einzelnen Chevron angezeigt. Die Anrede wurde im Februar 1918 eingeführt und wurde, ebenso wie lance-corporal, 1961 zu einem vollwertigen Rang.